# Hethum I.

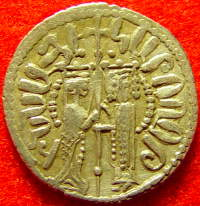
Münze mit dem Königspaar Isabel und Hethum I.

Hethum I. (auch Haiton, Heythum oder Het'um; † um 1271) war von 1226 bis 1269 durch Ehe König von Kleinarmenien.

## Leben
Hethum war der Sohn des Konstantin von Lambron. Konstantin führte nach dem Tod König Leons I. aus dem Haus der Rubeniden die Regentschaft für die minderjährige Königin Isabel. Diese verheiratete er 1222 zunächst mit Philipp von Antiochia, der sich aber im Land unbeliebt machte, von Konstantin und den armenischen Baronen eingekerkert und schließlich 1226 vergiftet wurde.
Im selben Jahr verheiratete Konstantin Isabel gegen deren Willen mit Hethum, der dadurch den Königsthron für seine Familie gewann. Er begründete die Dynastie der Hethumiden. musste aber die Oberherrschaft des Sultanats der Rum-Seldschuken anerkennen. Vor den Mongolen flüchtete sich 1243 die Familie des Sultans Kai Chosrau II. vergeblich an den Hof Hethums.
König Hethums Bruder Sempad reiste 1246/50 an den Hof der Mongolen nach Karakorum und erkannte sie als Oberherren an, was seinem Hause das politische Überleben sicherte. Über Großarmenien, wo er als König anerkannt wurde, reiste auch Hethum selbst 1252/55 zu Möngke Khan (gest. 1261) nach Karakorum, gegenüber dem er sich zu Tributzahlungen und Heeresfolge verpflichtete. In späteren Jahren unterstand er dem Ilchanat unter Hülegü und Abaqa.
Mit Hethum begann die letzte Blütezeit der „kleinarmenischen“ Kultur um die Zentren Sis und Hromkla, dem zeitweiligen Sitz des Katholikos der Armenier in Kilikien. Ende 1269 dankte er zugunsten seines ältesten Sohnes Leon ab und zog sich als Mönch in ein Kloster zurück, wo er vor 1271 starb.

## Nachkommen
Mit Isabel hatte er acht Kinder:
- Euphemia († 1309) ⚭ Julian Garnier, Herr von Sidon und Beaufort;
- Maria († nach 1310) ⚭ Guido von Ibelin († nach 1270), Sohn des Balduin von Ibelin, Seneschall von Zypern;
- Sybilla († 1290) ⚭ Bohemund der Schöne (1237–1275), Fürst von Antiochia, Graf von Tripolis;
- Rita († 1261/62) ⚭ Konstantin, Herr von Sarventikar († nach 1274);
- Leon († 1289), König von Armenien;
- Vacahk († jung);
- Thoros (* 1244; † 1266);
- Isabella († jung).